# (9431) Pytho
(9431) Pytho est un astéroïde troyen de Jupiter de 38,358 km de diamètre découvert en 1996.

## Description
(9431) Pytho a été découvert le 12 août 1996 à l'Observatoire astronomique de Farra d'Isonzo, situé dans la commune de Farra d'Isonzo, dans la province de Gorizia (Frioul-Vénétie Julienne), en Italie, par Observatoire astronomique de Farra d'Isonzo.

### Caractéristiques orbitales
L'orbite de cet astéroïde est caractérisée par un demi-grand axe de 5,12 UA, un périhélie de 4,68 UA, une excentricité de 0,09 et une inclinaison de 21,33° par rapport à l'écliptique. Du fait de ces caractéristiques, à savoir un demi-grand axe compris entre 4,6 et 5,5 UA et un périhélie inférieur à 0,3 UA, il est classé, selon la JPL Small-Body Database, astéroïde troyen de Jupiter du camp grec. Il est situé au point de Lagrange L4 du système Soleil-Jupiter.

### Caractéristiques physiques
(9431) Pytho a une magnitude absolue (H) de 10,6 et un albédo estimé à 0,076, ce qui permet de calculer un diamètre de 38,358 km. Ces résultats ont été obtenus grâce aux observations du Wide-Field Infrared Survey Explorer (WISE), un télescope spatial américain mis en orbite en 2009 et observant l'ensemble du ciel dans l'infrarouge, et publiés en 2012 dans un article regroupant les caractéristiques de 478 astéroïdes troyens,.